# Veksøhjelmene
Veksøhjelmene er to hjelme fremstillet af bronze, som er fundet i sommeren 1942 i Brøns Mose nær Veksø i Hovedstadsregionen. Rettere sagt var de delt i mange dele, så ingen skulle blive fristet til at stjæle dem, efter de var ofret. Det er lykkedes restauratorer fra Nationalmuseet at samle delene til de to smukke hjelme. Hver hjelm bærer lange snoede horn. Typen er fra bronzealderen og ikke fra vikingetiden. Den ses på mange helleristninger fra bronzealderen, hvor mænd bærer hjelme med horn. Det var også almindeligt i det sydlige Europa, og hjelmene er nok fremstillet der, selv om der ikke er fundet lignende hjelme der. Veksøhjelmene kan være årsag til, at turister har fået det fejlagtige indtryk, at vikinger bar hjelme med horn.
Hjelmene er dateret 800-1000 år f.Kr. i yngre bronzealder. Det vil sige, at de er 3000 år gamle. Hver hjelm blev fremstillet i to dele, som blev sat sammen med nitter. Sædvanligvis var tidens krigshjelme forsynet med næsebeskyttere, og da det ikke er tilfældet med Veksøhjelmene, blev hjelmene sikkert ikke benyttet til krigsførelse. De var snarere kulthjelme. For at behage guderne, blev de splittede lagt ud på en træplade i Brøns Mose. I dag er hjelmene udstillet på Nationalmuseet.

## Galleri
- Den ene hjelm
- Den anden hjelm